# Rahn Kārīz
Rahn Kārīz (persiska: رهن کاریز, Han Kārīz, هن کاریز) är en ort i Iran.   Den ligger i provinsen Khorasan, i den nordöstra delen av landet, 600 km öster om huvudstaden Teheran. Rahn Kārīz ligger 1 093 meter över havet och antalet invånare är 387.
Terrängen runt Rahn Kārīz är platt.Runt Rahn Kārīz är det ganska tätbefolkat, med 56 invånare per kvadratkilometer. Närmaste större samhälle är Raisi, 15,3 km sydost om Rahn Kārīz. Omgivningarna runt Rahn Kārīz är i huvudsak ett öppet busklandskap.